# Bắc Ngụy Hiếu Trang Đế
Bắc Ngụy Hiếu Trang Đế (chữ Hán: 北魏孝莊帝; 507–531), tên húy là Nguyên Tử Du (tiếng Trung: 元子攸; bính âm: Yuán Ziyōu), là hoàng đế thứ 11 triều đại Bắc Ngụy trong lịch sử Trung Quốc. Ông được tướng Nhĩ Chu Vinh đưa lên ngôi khi Nhĩ Chu từ chối công nhận tiểu hoàng đế Nguyên Chiêu do Hồ Thái hậu (mẹ của Hiếu Minh Đế) đưa lên ngôi sau khi bà hạ độc Hiếu Minh Đế. Dưới thời Hiếu Trang Đế trị vì, Nhĩ Chu Vinh kiểm soát phần lớn về quân sự và có cách cư xử đầy bạo lực, khiến Hiếu Trang Đế tin rằng ông sẽ bị cướp ngôi. Năm 530, Hiếu Trang Đế cho phục kích và giết chết Nhĩ Chu Vinh trong hoàng cung, song em của nhĩ Chu Vinh là Nhĩ Chu Thế Phong (爾朱世隆) và chất nam là Nhĩ Chu Triệu (爾朱兆) sau đó đã đánh bại được hoàng đế, sau đó, họ bắt giữ và giết chết Hiếu Trang Đế.

## Trước khi đăng cơ
Nguyên Tử Du sinh năm 507, dưới thời trị vì của đường huynh Tuyên Vũ Đế. Ông là con trai thứ ba của một thân vương được đánh giá cao là Bành Thành vương Nguyên Hiệp (元勰) và là thúc phụ của Tuyên Vũ Đế. Mẫu thân của Nguyên Tử Du là Lý Vương hậu, con gái của viên quan Lý Xung (李沖). Trong số hai anh trai của ông, người anh cả Nguyên Tử Trực (元子直) không phải là con đẻ của Lý Vương phi, và người anh trai thứ hai là con đẻ của Vương phi, tên là Nguyên Thiệu (元劭).
Năm 508, Lý Vương hậu lại một lần nữa mang thai. Khi đó, Tuyên Vũ Đế tin vào lời vu cáo của cữu phụ Cao Triệu (高肇) rằng Nguyên Hiệp âm mưu nổi loạn, vì thế Nguyên Hiệp đã bị buộc phải tự vẫn. Ngay sau đó, Lý Vương hậu sinh một người con trai tên là Nguyên Tử Chính (元子正). Sử sách chép rằng Nguyên Tử Du gần gũi với các huynh đệ của mình. Nguyên Thiệu do là con trai lớn nhất của chính thất nên được thừa kế tước hiệu Bành Thành vương. Nguyên Tử Du và các huynh đệ Nguyên Tử Trực và Nguyên Tử Chính được phong tước công. Nguyên Tử Du thời nhỏ từng là một hầu cận cho Tuyên Vũ Đế, và được tán dương bởi trí thông minh và dung mạo tuấn tú của mình. Ông ngày một thăng tiến trong thời gian Tuyên Vũ Đế và Hiếu Minh Đế trị vì.
Năm 526, Hiếu Minh Đế đã thăng cho Nguyên Tử Du làm Trường Lạc vương. Tuy nhiên, năm 527, Nguyên Tử Du đã mất tất cả thực quyền khi Nguyên Thiệu bị tình nghi âm mưu tiến hành một cuộc nổi loạn và bị An Phong vương Nguyên Diên Minh (元延明) tố giác. Tuy nhiên, Hiếu Minh đế cùng mẫu thân là Hồ Thái hậu, đã không giết hại ai trong số các huynh đệ của Nguyên Tử Du.
Năm 528, Hiếu Minh Đế ngày càng xích mích với Hồ Thái hậu, Hoàng đế đã âm mưu với tướng Nhĩ Chu Vinh và lệnh cho người này tiến về kinh thành Lạc Dương để buộc Thái hậu phải trao trả quyền lực và loại bỏ người tình của bà là Trịnh Nghiễm (鄭儼) cùng cộng sự của Trịnh nghiễm là Từ Hột (徐紇). Tuy nhiên, âm mưu này đã bị phát hiện, Hồ Thái hậu đã hạ độc con trai mình và lập Nguyên Chiêu (một cậu bé mới 2 tuổi) làm hoàng đế. Nhĩ Chu Vinh không công nhận Nguyên Chiêu là hoàng đế và tiến quân về Lạc Dương. Do dân chúng vẫn còn các ký ức tốt đẹp về Nguyên Hiệp, và do Nguyên Tử Du có tài năng xuất chúng, Nhĩ Chu Vinh đã bí mật cử người đưa tin đến điều đình với ông, hứa sẽ lập Nguyên Tử Du làm hoàng đế. Nguyên Tử Du chấp thuận và khi Nhĩ Chu Vinh tiến vào vùng phụ cận kinh thành Lạc Dương, Nguyên Tử Du cùng với Nguyên Thiệu và Nguyên Tử Chính đã chạy khỏi Lạc Dương và đến chỗ quân của Nhĩ Chu Vinh. Nhĩ Chu Vinh tuyên bố Nguyên Tử Du là hoàng đế (tức Hiếu Trang Đế), và đã có nhiều cuộc ăn mừng được tổ chức trong đội quân.

## Phối hợp với Nhĩ Chu Vinh trị vì

### Thảm sát Hà Âm và hậu quả
Hiếu Trang Đế phong cho Nguyên Thiệu làm Vô Thượng vương (無上王) và Nguyên Tử Chính (đang là Bá Thánh huyện công) làm Thủy Bình vương. Ông đã phong cho Nhĩ Chu Vinh nhiều tước hiệu tối cao về cả việc binh lẫn dân sự, và phong cho Nhĩ Chu Vinh làm Thái Nguyên vương.
Khi hay tin Hiếu Trang Đế lên ngôi, các tướng của Hồ Thái hậu là Trịnh Tiên Hộ (鄭先護, một bằng hữu của Hiếu Trang Đế) và Phí Mục (費穆) đã nhanh chóng đầu hàng, trong khi tướng Lý Thần Quỹ (李神軌) thì chạy trốn. Trịnh Nghiễm và Từ Hột cũng bỏ chạy khỏi Lạc Dương. Hồ thái hậu không biết làm sao, triệu tập toàn thể cơ thiếp của Hiếu Minh Đế, lệnh cho họ xuất gia làm ni cô, bà cũng tự mình cạo đầu song không coi mình là ni cô. Nhĩ Chu Vinh lệnh cho bá quan văn võ nghênh đón Hiếu Trang Đế tiến vào Lạc Dương, trong khi cử kị binh đi bắt giữ Hồ Thái hậu và Nguyên Chiêu. Sau khi gặp Nhĩ Chu Vinh, Hồ Thái hậu đã hết sức giải thích, biện hộ cho hành vi của mình. Tuy nhiên, Nhĩ Chu Vinh không thèm nghe, phất tay áo bỏ đi, sai người ném Hồ Thái hậu và Nguyên Chiêu xuống Hoàng Hà cho chết đuối.
Tuy nhiên, Hồ Thái hậu và Nguyên Chiêu không phải là những nạn nhân duy nhất của Nhĩ Chu Vinh. Phí Mục bí mật kiến nghị với Nhĩ Chu Vinh: "Quân đội của ngài, nhiều không quá 1 vạn, bây giờ rong ruổi đường xa, thẳng tiến Lạc Dương, không gặp sự kháng cự đáng kể nào, vì thế không có chiến thắng nào để giương oai, nhiều người trong lòng sẽ không phục.". Ông ta đề xuất Nhĩ Chu Vinh hãy tiến hành thảm sát các bá quan văn võ, Nhĩ Chu Vinh đồng ý bất chấp phản đối của Mộ Dung Thiệu Tông (慕容紹宗). Nhĩ Chu Vinh lệnh cho các bá quan văn võ đến doanh trại của mình tại Hà Âm (河陰, gần Lạc Dương) nói rằng Hiếu Trang Đế phải tế thiên thần, và sau đó ông đưa 2000 kỵ binh vây kín bốn phía, giết hơn 2000 bá quan, bao gồm cả Cao Dương vương Nguyên Ung (元雍). Nhĩ Chu Vinh cũng cử người ám sát Nguyên Thiệu và Nguyên Tử Chính, còn Hiếu Trang Đế trên thực tế bị quản thúc trong doanh trại.
Hiếu Trang Đế vừa buồn rầu vừa uất ức, đã cử một sứ giả đến chỗ Nhĩ Chu Vinh, đề xuất rằng ông sẽ sẵn sàng để nhường lại ngai vàng cho Nhĩ Chu hoặc bất kỳ ai mà Nhĩ Chu chỉ định. Cao Hoan khuyên Nhĩ Chu Vinh nhận lời hoặc lập thân tín là Nguyên Thiên Mục (元天穆), một họ hàng xa của Hiếu Trang Đế lên ngôi. Nhĩ Chu Vinh do dự, bèn dùng đồng đúc tượng của chính mình, trước sau 4 lần, đều không xong, sau đó pháp sư của ông là Lưu Linh Trợ (劉靈助) lại nói rằng "Nguyên Thiên Mục cũng không làm được, chỉ có Trường Lạc vương (Hiếu Trang Đế) đã được trời cao tuyển định." Nhĩ Chu Vinh do đó đã chấm dứt kế hoạch và đưa ra một lời cáo lỗi hết sức sâu sắc với Hiếu Trang Đế, tuyên bố rằng vụ thảm sát xảy ra do binh lính vượt ra ngoài tầm kiểm soát. Tuy nhiên, người dân Lạc Dương và các bá quan còn sống sót vẫn lo sợ sẽ tiếp tục xảy ra thảm sát nên đã chạy trốn khỏi thành, khiến cho kinh đô gần như trống không, ngoài ra còn có lý do là Nhĩ Chu Vinh cân nhắc về ý tưởng dời đô đến Tấn Dương (晉陽, nay thuộc Thái Nguyên, Sơn Tây). Người dân chỉ trở về Lạc Dương khi Nhĩ Chu Vinh trao chức quyền cho người kế tự của các quan đã bị giết và công khai từ bỏ ý tưởng dời đô.
Mặc dù Nhĩ Chu Vinh công khai trao trả lại quyền lực cho Hiếu Trang Đế, song ông ta vẫn giữ lại quyền chỉ huy quân đội, và ban vị trí cao hơn cho những bá quan liên kết chặt chẽ với mình, bao gồm Nguyên Thiên Mục và đường đệ Nhĩ Chu Thế Long (爾朱世隆). Nhĩ Chu Vinh vẫn theo dõi chặt Hiếu Trang Đế mặc dù ông ta phần lớn là ở cách xa kinh thành. Nhĩ Chu Vinh cũng muốn Hiếu Trang Đế lấy con gái mình là Nhĩ Chu Anh Nga làm Hoàng hậu (bà trước đây là một thê thiếp của Hiếu Minh Đế). Bởi việc này bị cho là loạn luân trong truyền thống Nho giáo nên Hiếu Trang Đế đã do dự, song do được quan Tổ Oánh (祖瑩) thuyết phục rằng cuộc hôn nhân này sẽ có lợi nên Hiếu Trang Đế cuối cùng cũng chấp thuận.

### Tái thống nhất đế quốc
Hiếu Trang Đế là một người mẫn cán trong việc triều chính, và bất chấp việc Nhĩ Chu Vinh đặc biệt không hài lòng, Hiếu Trang Đế tiếp tục giành nhiều mối quan tâm cho các vấn đề hình sự, cũng như từ chối tuân theo tất cả các khuyến nghị của Nhĩ Chu Vinh đối với các bá quan. Tuy nhiên, ông cũng không dám trực tiếp qua mặt Nhĩ Chu Vinh, và Nhĩ Chu Vinh tiếp tục đưa những người thân tín của mình vào triều đình.
Trong khi đó, Nhĩ Chu Vinh cũng cố gắng để thống nhất đế chế, do dưới thời Hiếu Minh Đế, Bắc Ngụy đã bị chia cắt bởi các cuộc khởi nghĩa nông dân. Lúc này, các cuộc khởi nghĩa lớn là của:
- Cát Vinh (葛榮), với một đội quân Tiên Ti lớn đến từ sáu trấn biên giới phía bắc, tự xưng là Tề Đế và kiểm soát hầu hết các châu tại tỉnh Hà Bắc hiện nay.
- Hình Cảo (邢杲), với một đội quân lớn gồm những người lánh nạn đến từ cuộc khởi nghĩa của Cát Vinh và các cuộc khởi nghĩa có liên quan khác, xưng là Hán vương và kiểm soát hầu hết các châu tại tỉnh Sơn Đông ngày nay.
- Mặc Kỳ Sửu Nô (万俟醜奴), xưng đế và kiểm soát hầu hết các châu tại Thiểm Tây và phía đông Cam Túc.

Mục tiêu đầu tiên của Nhĩ Chu Vinh là Cát Vinh, Cát Vinh lúc này đang bao vây Nghiệp Thành và tiến gần đến Hoàng Hà. Chỉ với 7.000 kị binh, Nhĩ Chu Vinh đã đánh được đội quân lớn hơn của Cát Vinh bằng cách đột kích và đè bẹp quân nổi loạn, Cát Vinh bị bắt và bị giải về kinh thành Lạc Dương, rồi bị hành quyết vào mùa đông năm 528. Tướng Hàn Lâu (韓樓) của Cát Vinh đã nắm quyền lãnh đạo một đội quân khởi nghĩa và chiếm khu vực nay là Bắc Kinh và Thiên Tân.
Vào mùa xuân năm 529, Hiếu Trang Đế đã truy tôn phụ thân Nguyên Hiệp của mình là Văn Mục Đế và truy tôn mẫu thân Lý Vương phi là Văn Mục Hoàng hậu, Hiếu Trang Đế đưa bài vị của họ vào Thái Miếu, bất chấp phản đối của Lâm Hoài vương Nguyên Úc (元彧) rằng điều này không thích hợp do Nguyên Hiệp chưa từng thật sự trở thành hoàng đế. Hiếu Trang Đế cũng truy tôn cho hoàng huynh Nguyên Thiệu là Hiếu Tuyên Hoàng đế và Lý Vương phi của Nguyên Thiệu là Văn Cung Hoàng hậu, tuy nhiên ông không đưa bài vị của họ vào Thái Miếu.
Cũng trong khoảng thời gian này, Lương Vũ Đế đã phong tước hiệu Ngụy vương cho một đường đệ của Hiếu Trang Đế tên là Bắc Hải vương Nguyên Hạo (元顥) (Nguyên Hạo đã chạy trốn đến Lương sau thảm sát Hà Âm). Lương Vũ Đế còn cử một đội quân do tướng Trần Khánh Chi chỉ huy để hộ tống Nguyên Hạo, ý định của Lương là lập Nguyên Hạo làm hoàng đế Bắc Ngụy và trở thành một nước chư hầu của Lương. Lúc này chính quyền của Hiếu Trang Đế không coi Nguyên Hạo là một mối đe dọa nghiêm trọng, và thay vào đó Bắc Ngụy lại cử một đội quân lớn do Nguyên Thiên Mục và cháu trai của Nhĩ Chu Vinh là Nhĩ Chu Triệu (爾朱兆), đi đánh cuộc khởi nghĩa của Hình Cảo trước. Hình Cảo bị bắt và bị xử tử vào mùa hè năm 529, song Trần Khánh Chi và Nguyên Hạo (lúc này đã xưng đế) đã tiến được vào lãnh thổ Bắc Ngụy, tận dụng thời cơ để chiếm Huỳnh Dương (滎陽, nay thuộc Trịnh Châu, Hà Nam), đánh bại Nguyên Thiên Mục khi người này trở về sau chiến dịch chống lại Hình Cảo, và tiếp cận kinh thành Lạc Dương. Hiếu Trang Đế quyết định chạy trốn khỏi Lạc Dương, ông vượt qua Hoàng Hà để đễn nơi hẹn trước với Nhĩ Chu Vinh và Nguyên Thiên Mục tại Trường Tử (長子, nay thuộc Trường Trị, Sơn Tây). Trong khi đó, Nguyên Hạo tiến vào Lạc Dương mà không gặp phải bất kỳ sự kháng cự nào, và các châu ở phía nam Hoàng Hà phần lớn đã tuyên bố trung thành với Nguyên Hạo.
Tuy nhiên, Nguyên Hạo lại cho rằng mình đã thành công và bắt đầu âm mưu chống lại Trần Khánh Chi và quân Lương, muốn thoát ra khỏi tầm kiểm soát của quân Lương. Do đó, Nguyên Hạo đã cử sứ thần đến thuyết phục Lương Vũ Đế không cử bất kỳ đội quân tiếp viện nào. Trong khi đó, quân của Nhĩ Chu Vinh lại lúng túng trong việc chống lại Trần Khánh Chi, song cuối cùng Nhĩ Chu Vinh đã tiến hành tấn công vào ban đêm và băng qua Hoàng Hà, khiến cho quân của Nguyên Hạo sụp dổ, và Trần Khánh Chi cũng bị đánh bại cố gắng rút quân. Nguyên Hạo bị chết trận, và Hiếu Trang Đế lại trở về Lạc Dương.
Vào mùa xuân năm 530, Nhĩ Chu Vinh đã cử cháu trai là Nhĩ Chu Thiên Quang (爾朱天光) đi đánh Mặc Kỳ Sửu Nô cùng sự giúp đỡ của các tướng Hạ Bạt Nhạc (賀拔岳) và Hầu Mạc Trần Duyệt. Sau khi khiến Mặc Sĩ tin rằng cuộc tấn công sẽ không xảy ra một cách nhanh chóng, Nhĩ Chu Thiên Quang đã tiến hành đột kích, đánh bại và bắt giữ được Mặc Sĩ. Nhĩ Chu Thiên Quang sau đó chiếm được kinh đô Cao Bình (高平, nay thuộc Cố Nguyên, Ninh Hạ) của Mặc Kỳ Sửu Nô và bắt được Tiêu Bảo Dần) (từng là một tướng của Bắc Ngụy và là một hoàng tử của Nam Tề). Mặc Kỳ Sửu Nô bị xử tử còn Tiêu Bảo Dần bị Hiếu Trang Đế buộc phải tự vẫn mặc dù được nhiều bằng hữu cầu xin. Nhĩ Chu Thiên Quang sau đó còn đánh bại một cuộc nổi loạn khác của Vương Khánh Vân (王慶雲) và Mặc Kỳ Đạo Lạc (万俟道洛), đã bình định phần lớn miền tây của đế chế. Ngay sau đó, các tướng của Nhĩ Chu Vinh là Hầu Uyên (侯淵) và Lưu Linh Trợ đã đánh bại và giết chết Hàn Lâu, Bắc Ngụy về cơ bản tái thống nhất.

## Giết chết Nhĩ Chu Vinh
Tuy nhiên, Hiếu Trang Đế trong lòng lại không vui trước các chiến thắng này của Nhĩ Chu Vinh, ông cho rằng điều này sẽ làm khiến nguy cơ bị Nhĩ Chu Vinh đoạt ngôi tăng lên. Bên trong hoàng cung, ông cảm thấy áp lực từ sự đố kỵ của Nhĩ Chu Hoàng hậu. Nhĩ Chu Vinh đã gợi ý rằng ông ta muốn được trao cho cửu tích song Hiếu Trang Đế lại vờ như không hiểu, và không trao cửu tích cho Nhĩ Chu Vinh. Thành Dương vương Nguyên Huy (元徽, phu quân của em họ Hiếu Trang Đế), và Lý Úc (李彧, em rể của Hiếu Trang Đế), đều muốn có thêm nhiều quyền lực nên đã thuyết phục Hiếu Trang Đế rằng một ngày nào đó Nhĩ Chu Vinh sẽ đoạt ngôi. Hiếu Trang Đế cũng lo sợ thảm sát Hà Âm sẽ lặp lại, và do đó đã tham gia vào âm mưu.
Đến mùa thu năm 530, Nhĩ Chu Hoàng hậu mang thai, Nhĩ Chu Vinh đã yêu cầu được về kinh để chăm sóc cho con gái. Các cộng sự của Hiếu Trang Đế bị chia rẽ về quan điểm, một số muốn ám sát Nhĩ Chu Vinh khi ông ta vào cung, và một số muốn tàn sát những thuộc hạ của gia tộc Nhĩ Chu tại kinh thành và những nơi kháng cự quân sự. Hiếu Trang Đế do dự và ban đầu không có bất kỳ hành động nào. Trong khi đó, Nhĩ Chu Thế Long đã nghe được tin đồn về âm mưu của Hiếu Trang Đế và báo lại cho Nhĩ Chu Vinh, song Nhĩ Chu Vinh không tin rằng Hiếu Vũ Trang dám chống lại mình và do đó đã đến Lạc Dương. Nhiều cư dân tại Lạc Dương đã bỏ trốn vì họ nghĩ rằng sẽ xảy ra chính biến, hoặc là Nhĩ Chu Vinh sẽ đoạt ngôi, hoặc là Hiếu Trang Đế sẽ có hành động chống lại Nhĩ Chu Vinh. Tuy nhiên, khi Nhĩ Chu Vinh vào trong thành, ông đã tiến vào cung với một đội cận vệ rất nhỏ và không có vũ khí, và do vậy Hiếu Trang Đế đã không tính đến việc sẽ hành động. Tuy nhiên, Nguyên Huy lại thuyết phục Hiếu Trang Đế rằng ngay cả khi Nhĩ Chu Vinh không có kế hoạch tiến hành chính biến thì Hoàng đế không nên cho người này tiếp tục được sống.
Hiếu Trang Đế sợ rằng Nguyên Thiên Mục (lúc này đang ở Lạc Dương) sẽ là một mối đe dọa tiềm tàng, và do đó đã cho triệu Nguyên Thiên Mục vào kinh. Trong khi đó, các tin đồn rằng Nhĩ Chu Vinh đang lập kế hoạch bắt giữ Hiếu Trang Đế và dời đô về Tấn Dương đã khiến cho Hiếu Trang Đế càng trở nên sợ hãi và lo lắng. Hiếu Trang Đế nghiên cứu các ghi chép lịch sử về tướng Đổng Trác của nhà Hán, và kết luận rằng thất bại của Vương Doãn sau khi ông ta giết chết Đổng Trác là đã không ân xá cho thuộc hạ của Đổng Trác nên đã khiến họ phải nổi loạn. Do đó, ông lập kế hoạch sẽ giết chết Nhĩ Chu Vinh rồi tuyên bố đại xá. Giả vờ rằng Nhĩ Chu Hoàng hậu đã sinh, ông triệu Nhĩ Chu Vinh và Nguyên Thiên Mục và cung rồi sát hại họ. Con trai của Nhĩ Chu Vinh là Nhĩ Chu Bồ Đề (爾朱菩提) và các thuộc hạ của Nhĩ Chu Vinh cũng bị giết. Dân chúng vui mừng trước tin về cái chết của Nhĩ Chu Vinh, song phu nhân của Nhĩ Chu Vinh là Bắc Hương công chúa và Nhĩ Chu Thế Long đã thoát khỏi được kinh thành, ban đầu họ lập trại ở Hà Âm và biểu dương sức mạnh quân sự của mình.

## Chiến dịch chống lại gia tộc Nhĩ Chu
Hiếu Trang Đế cử sứ giả đến chỗ Nhĩ Chu Thế Long để tuyên bố đại xá và đưa ra một "thiết khoán" (鐵券, có thể sử dụng để thoát tội chết) cho Nhĩ Chu Thế Long nếu ông ta sẵn sàng từ bỏ kháng cự. Nhĩ Chu Thế Long từ chối và tuyên bố rằng nếu ngay cả Nhĩ Chu Vinh còn bị sát hại sau khi thực hiện được rất nhiều việc, thì thiết khoán cũng chỉ là vô nghĩa. Mặc dù quân của Hiếu Trang Đế đông hơn quân của Nhĩ Chu Thế Long, song binh lính của Hoàng đế lại không được huấn luyện tốt và không thể đánh bại dứt điểm quân của Nhĩ Chu Thế Long. Khi chiến dịch này đang diễn ra, Nhĩ Chu Hoàng hậu hạ sinh một hoàng tử, và Hiếu Trang Đế nhân dịp này tuyên bố đại xá. Nhĩ Chu Thế Long cuối cùng đã rút khỏi Lạc Dương và hợp quân với Nhĩ Chu Triệu (Nhĩ Chu Triệu tiến từ Tấn Dương về phía nam sau khi hay tin Nhĩ Chu Vinh bị giết). Họ hẹn gặp ở Trường Tử và lập một họ hàng xa của Hiếu Trang Đế là Trường Quảng vương Nguyên Diệp (元曄) làm hoàng đế. Trong khi đó, Nhĩ Chu Thiên Quang cũng tiến về Lạc Dương, song vẫn tuyên bố là ủng hộ Hiếu Trang Đế.
Lúc này, Nhĩ Chu Triệu sau khi gặp Nhĩ Chu Thế Long đã nhanh chóng tiến về Lạc Dương. Khoảng tết năm 531, ông ta lệnh cho quân cưỡi ngựa vượt Hoàng Hà, Hiếu Trang Đế không ngờ Nhĩ Chu Triệu có thể qua sông một cách dễ dàng như vậy. Cận binh của Hiếu Trang Đế tan rã, và ông bị kị binh của Nhĩ Chu Triệu bắt giữ và tống giam, chưa đầy ba tháng sau khi ông giết chết Nhĩ Chu Vinh. Nhĩ Chu Triệu giết chết người con trai mới sinh của Hiếu Trang Đế, và cho phép binh sĩ của mình cướp phá Lạc Dương, giết chết nhiều bá quan và hãm hiếp nhiều phụ nữ tôn kính.

## Qua đời
12 ngày sau khi bắt được Hiếu Trang Đế, Nhĩ Chu Triệu cho giải ông đến Tấn Dương. Trên đường, Cao Hoan (người đã tính đến việc nổi loạn chống Nhĩ Chu Triệu từ trước) đã tính đến việc giải cứu cho Hiếu Trang Đế song đã bỏ lỡ cơ hội. Cao Hoan gửi một lá thư cho Nhĩ Chu Triệu, thuyết phục ông ta không sát hại Hoàng đế, vì ông ta sẽ hủy hoại danh tiếng của mình nếu làm như vậy. Nhĩ Chu Triệu trong cơn giận đã từ chối nghe theo lời khuyên của Cao Hoan. Hiếu Trang Đế bị cầm tù trong một ngôi chùa ở Tấn Dương, và mười ngày sau khi ông rời khỏi Lạc Dương, Nhĩ Chu Triệu đã siết cổ ông. Ông đã không được chôn cất tương xứng với thân phận hoàng đế cho đến khi Cao Hoan lật đổ gia tộc Nhĩ Chu vào năm 532.